# ГЕС Сікія
ГЕС Сікія — недобудована гідроелектростанція в центральній Греції у верхній течії річки Ахелоос (басейн Іонічного моря).
В 1950-х роках на притоці Ахелооса річці Мегдова спорудили греблю Тавропос, яка дозволяла перекидати воду на схід, до Фесалії (узбережжя Егейського моря). В кінці століття вирішили реалізувати значно масштабніший проект по транспортуванню до Фесалії ресурсів басейну Ахелооса. Передбачалось спорудити у верхів'ях цієї річки дві греблі — північніше (вище по течії) Мессохора та південніше Сікія. Від створеного останньою водосховища на схід збирались прокласти канал довжиною 17 км (по завершенні останнього ще мала бути ГЕС Пефкофіто з найбільшим виробітком електроенергії у цій схемі, проте наразі так і не розпочата спорудженням).
Будівництво греблі Сікія стартувало у 1996 році. По завершенні ця земляна споруда мала мати висоту 170 метрів та утворити водосховище з об'ємом біля 500 млн м3. Біля греблі планувалось облаштувати ГЕС Сікія потужністю 120 МВт, обладнану двома однаковими турбінами типу Френсіс. Оскільки основна частина стоку повинна була перекидатись до Фессалії, річне виробництво електроенергії станцією Сікія планувалось лише у 48 млн кВт-год, проте велика потужність дозволяла б відігравати відповідну роль у регулюванні енергосистеми країни.
Майже одразу після початку будівництва воно виявилось обтяженим судовими позовами. Незадоволення з боку землевласників, водокористувачів, екологів та прихильників захисту історичної спадщини призвело у 2000 році до заморожування будівництва. В наступні роки з'являлись як позитивні, так і негативні для проекту рішення. У 2009-му відбулась передача питання до суду Європейського Союзу в Люксембурзі, а роботи в черговий раз заморозили з лютого 2010-го.
Станом на середину 2010-х років на місці греблі Сікія виконано великий обсяг будівельних робіт, проте її подальша доля наразі остаточно не вирішена.